# 11790 Goode
A 11790 Goode (ideiglenes jelöléssel 1978 RU) a Naprendszer kisbolygóövében található aszteroida. Nyikolaj Sztyepanovics Csernih fedezte fel 1978. szeptember 1-jén.